# Ferrocarrils de la Generalitat de Catalunya

Logo van de FGC

De Ferrocarrils de la Generalitat de Catalunya (FGC) is een spoorwegonderneming van de Catalaanse overheid in de Spaanse autonome regio Catalonië. De FGC werd op 5 september 1979 opgericht, nadat de lijnen van de FEVE in 1978 werden overgedragen aan de Generalitat de Catalunya. In totaal exploiteert het bedrijf 140 km smalspoor (1.000 mm), 42 km normaalspoor (1.435 mm) in de provincie Barcelona en 89 km Iberisch breedspoor (1.668 mm) in de provincie Lleida en de Pyreneeën, twee tandradbanen en verschillende kabelbanen.

## Spoorlijnen rond Barcelona
In en om Barcelona exploiteert de FGC twee gescheiden netwerken, de Metro del Baix Llobregat en de Metro del Vallès. Beide netwerken zijn geëlektrificeerd met een gelijkspanning van 1500 volt.
De Metro del Vallès en de Línia de Balmes vormen een normaalsporig netwerk met een gezamenlijke lengte van 42 kilometer. Alle lijnen op dit net beginnen bij het station Plaça de Catalunya in Barcelona. Vanaf daar vertrekken treinen naar Sarrià (L6), Av. Tibidabo (L7), Sabadell (S1), Terrassa (S2) en Sant Cugat del Vallès (S5). De lijnen L6 en L7 maken deel uit van het metronet van Barcelona, de S-lijnen behoren tot het voorstadsnet.
De Metro del Baix Llobregat is een smalspoornetwerk (1000 mm) met een lengte van 140 kilometer. Alle lijnen op dit net beginnen bij het station Plaça d'Espanya in Barcelona. Vanaf daar vertrekken treinen naar Molí Nou | Ciutat Cooperativa (L8), El Palau (in Sant Andreu de la Barca) (S7), Martorell-Enllaç (S8), Olesa de Montserrat (S4), Manresa (R4) en Igualada (R6). Lijn L8 maakt deel uit van het metronet van Barcelona, de S-lijnen behoren tot het voorstadsnet. De Rodalies-lijnen, of R-lijnen, hebben een regionaal karakter.

## Overige spoorlijnen
Op 1 januari 2005 droeg de RENFE de exploitatie en het beheer van de breedspoorlijn Lleida-La Pobla de Segur over aan de FGC. Van de RENFE werden twee driedelige treinstellen  van de serie 592 en een motorwagen van de serie 596 022 gehuurd. Deze lijn is 89 kilometer lang en is niet geëlektrificeerd. Begin 2016 werden door Stadler Rail twee treinstellen van het type GTW als serie 331 afgeleverd.

## Bergspoorwegen
Onder de verantwoordelijkheid van de FGC vallen ook een tweetal tandradspoorwegen en een kabelspoorweg.

### Tandradspoorwegen

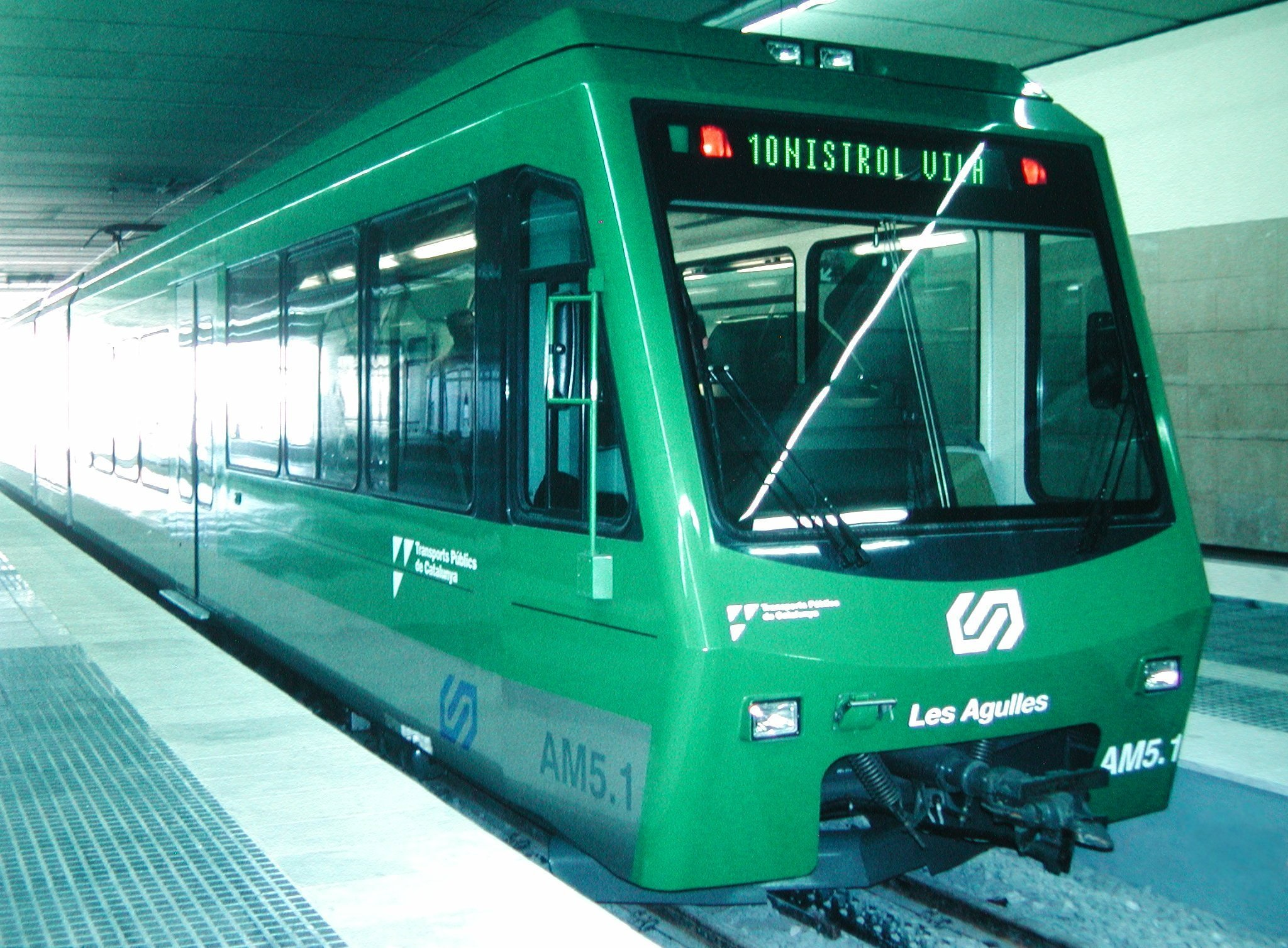
Trein in het station te Montserrat

De FGC exploiteert enkele tandradspoorwegen. Beide lijnen zijn geëlektrificeerd met 1500 volt gelijkspanning en op beide lijnen doen GTW 2/6-treinstellen dienst.
De lijn van Monistrol naar het klooster op de berg Montserrat, Cremallera de Montserrat genaamd, maakt gebruik van het systeem Abt en werd in 2003 heropend. Tussen 1892 en 1957 was de lijn ook al in gebruik. 
De andere tandradlijn, Cremallera de Núria genaamd, loopt in de Pyreneeën, van Ribes de Freser naar Vall de Núria.

### Kabelspoorweg
Aan de rand van Barcelona is de kabelspoorweg Funicular de Vallvidrera in beheer bij de FGC. 
In de comarca Alt Penedès worden in Gelida de diensten van de, reeds in 1924 in gebruik genomen, Funicular de Gelida in stand gehouden. Dit laatste traject werd indertijd in gebruik genomen met oud materieel van de Funicular del Tibidabo.

## Metro
Drie van de elf metrolijnen van Barcelona worden in dienst gehouden door de FGC. Tegenwoordig vormen deze lijnen, L6, L7 en L8 een integraal onderdeel van het metronet, maar in het verleden waren de lijnen onderdeel van de Metro del Baix Llobregat (L8) en de Metro del Vallès (L6, L8).

## Tram
Van het consortium  TRAM, dat de Trambaix  en de Trambesòs in de metropool Barcelona exploiteert, is de FGC, net als de TMB, een van de aandeelhouders.

## Bus
Verschillende (pendel)buslijnen worden door de FCG onderhouden. Deze lijnen pendelen tussen treinstations en afgelegen bedrijvenzones om het forensen mogelijk te maken met het openbaar vervoer te reizen. De dienstregeling van deze bussen is afgestemd op de dienstregeling van de treinen en kennen in de spitsuren een fors hogere frequentie.

## Kabelbanen
De FGC exploiteert ook een drietal kabelbanen, waaronder die van twee skistations: La Molina en Vall de Núria.